# Quincy Porter
Quincy Porter (New Haven, 1897 – Bethany, 1966) è stato un compositore statunitense.
Abile violinista e docente a Cleveland dal 1923, nel 1932 si spostò a Boston. Direttore del New England Conservatory of Music dal 1938 al 1942, dal 1946 al 1965 insegnò alla Yale University e nel 1954 ricevette il Premio Pulitzer per la musica per la composizione Concerto For Two Pianos and Orchestra.